# Mordellistenula
Mordellistenula är ett släkte av skalbaggar som beskrevs av Stshegoleva-barovskaja 1930. Mordellistenula ingår i familjen tornbaggar.
Släktet innehåller bara arten Mordellistenula perrisi.